# 龙德
龙德（921年五月—923年十月）是后梁末帝朱友贞的第二個年号，共计3年。吴越太祖錢鏐同时用该年号（921年五月—923年十二月）；闽太祖王審知亦用此年号（921年五月—923年三月）。

## 改元
- 貞明七年——五月一日，改元龍德元年。[4][5][6]
- 龍德三年——十月八日，梁末帝朱友貞自盡，後梁滅亡。[7][8][9]

## 纪年對照表

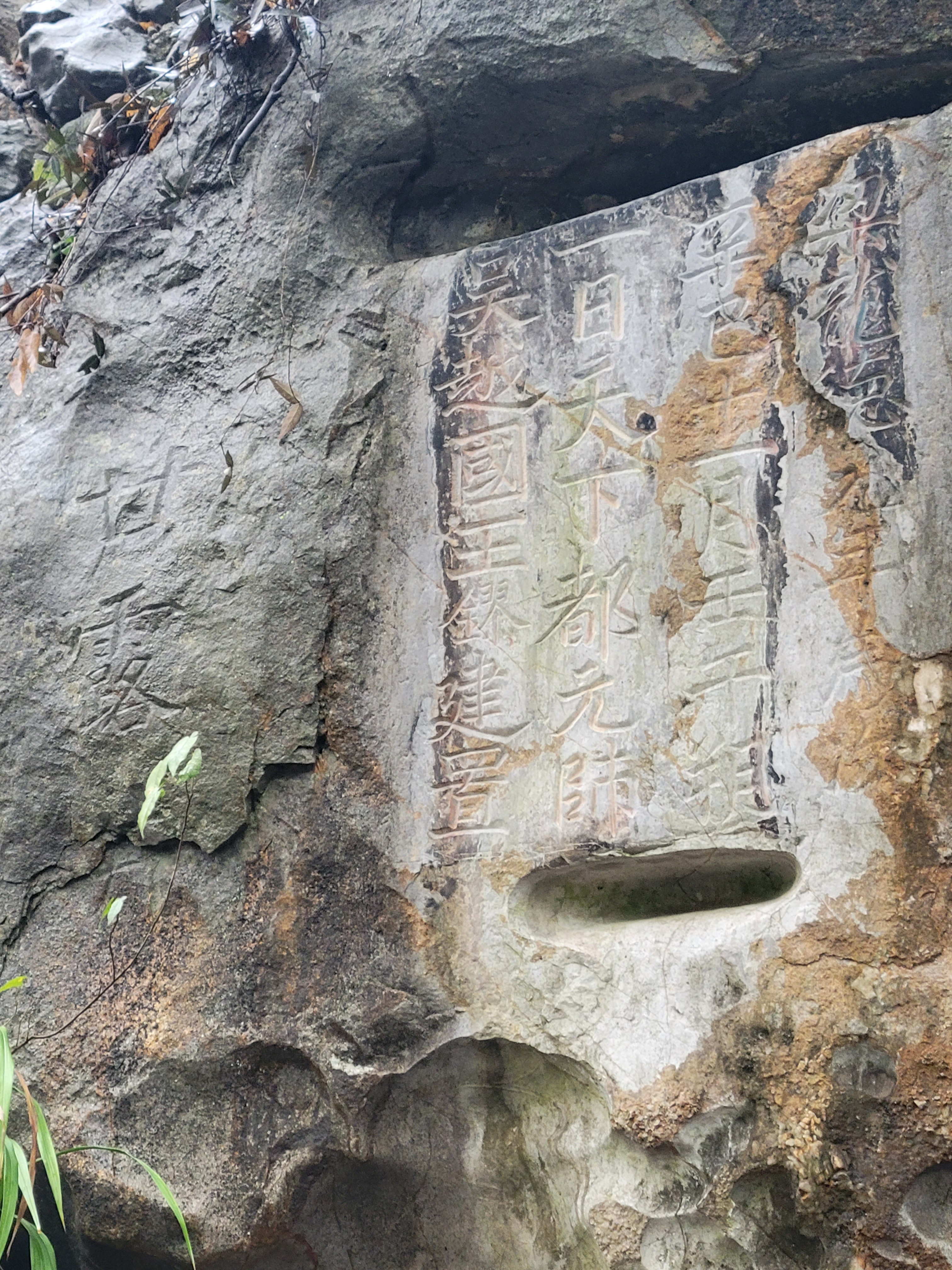
龍德元年天下兵馬都元帥吳越國王錢鏐題刻

| 龙德 | 元年  | 二年  | 三年  |
| ---- | ----- | ----- | ----- |
| 公元 | 921年 | 922年 | 923年 |
| 干支 | 辛巳  | 壬午  | 癸未  |

## 同期存在的其他政权年号
- 中國
  - 天佑（909年－923年）：晉—李存勗之年號
  - 同光（923年－926年）：後唐—李存勗之年號
  - 天佑（907年－924年）：岐—李茂貞之年號
  - 順義（921年－927年）：吳—楊溥之年號
  - 宝大（924年－925年）：吳越—錢鏐之年號
  - 乾亨（917年－925年）：南漢—劉龑之年號
  - 乾德（919年－924年）：前蜀—王衍之年號
  - 神冊（916年－922年）：契丹—耶律阿保機之年號
  - 天赞（922年－926年）：契丹—耶律阿保機之年號
  - 貞祐（921年－924年）：大長和—鄭仁旻之年號
  - 同慶（912年－966年）：于闐—尉遲烏僧波之年號
- 朝鮮半島
  - 天授（918年－933年）：高麗—高麗太祖王建之年號
- 日本
  - 延喜（901年－922年）：平安時代—醍醐天皇之年號
  - 延長（923年－931年）：平安時代—醍醐天皇之年號

## 深入閱讀
- 李崇智. . 北京: 中華書局. 2004年12月. ISBN 7101025129.
- 鄧洪波. . 臺北: 國立臺灣大學東亞經典與文化研究計劃. 2005年3月  [2022-01-03]. ISBN 9789860005189. （原始内容 (pdf)存档于2007-08-25）.